# Jardín Botánico de Dresde
El Jardín Botánico de Dresde en alemán: Botanischer Garten Dresden también denominado más formalmente como Botanischer Garten der Technischen Universität, es un jardín botánico de 3,5 hectáreas de extensión, que se encuentra en Dresde, Alemania.
Fue fundada en 1820 por Heinrich Gottlieb Ludwig Reichenbach, la instalación en la ubicación actual se inauguró en 1893 y es desde 1949 una de las instituciones centrales de la Universidad Técnica de Dresde.
Este jardín botánico actúa como casa matriz del arboretum Botanische Sammlungen Pirna-Zuschendorf, en Boselgarten, cerca de Meißen, y del Pflanzengarten en Fichtelberg.
El código de identificación internacional del Botanischer Garten Dresden como miembro del "Botanic Gardens Conservation International" (BGCI), así como las siglas de su herbario es DR.

Ubicación del jardín botánico (naranja) en el lindero norte del „Großer Garten“.

## Localización
El jardín botánico se ubica en el lateral norte del gran espacio verde de jardines barrocos y zoológico denominado el "Großer Garten", por otra parte linda con los talleres Gläserne Manufaktur de la Volkswagen en la Stübelallee. No queda lejos del centro histórico de la ciudad, y de las paradas Straßburger Platz y Comeniusplatz centros de conexión de varias líneas de tranvías y autobuses.
Botanischer Garten der Technischen Universität, Stuebelallee 2, D-01307 Dresden-Dresde, Freistaat Sachsen-Sajonia, Deutschland-Alemania
Planos y vistas satelitales.51°2′39″N 13°45′35″E / 51.04417, 13.75972
- Precipitación media anual: 650 mm
- Altitud: 114.00 metros

Está abierto a diario al acceso público.

## Historia
Dresde ha tenido un jardín botánico desde 1820 cuando el profesor Heinrich Gottlieb Ludwig Reichenbach creó el primera en un emplazamiento ahora dentro de la explanada de la Jefatura de Policía, en las inmediaciones de la famosa Terraza de Brühl.
En 1822 contenía unas 7.800 especies de plantas y variedades.
El jardín contemporáneo fue creado en 1889 por Carl Georg Oscar Drude (1852-1933) estando dividido en zonas fitogeográfica y se inauguró oficialmente en 1893.
Sin embargo, fue devastado en febrero de 1945 durante un bombardeo de la Segunda Guerra Mundial. En 1949 se convirtió en una parte de la Universidad Técnica de Dresde, y en 1950 volvió a abrir con jardines al aire libre parcialmente restaurados.
En los años siguientes edificios e invernaderos administrativos se han reconstruido.

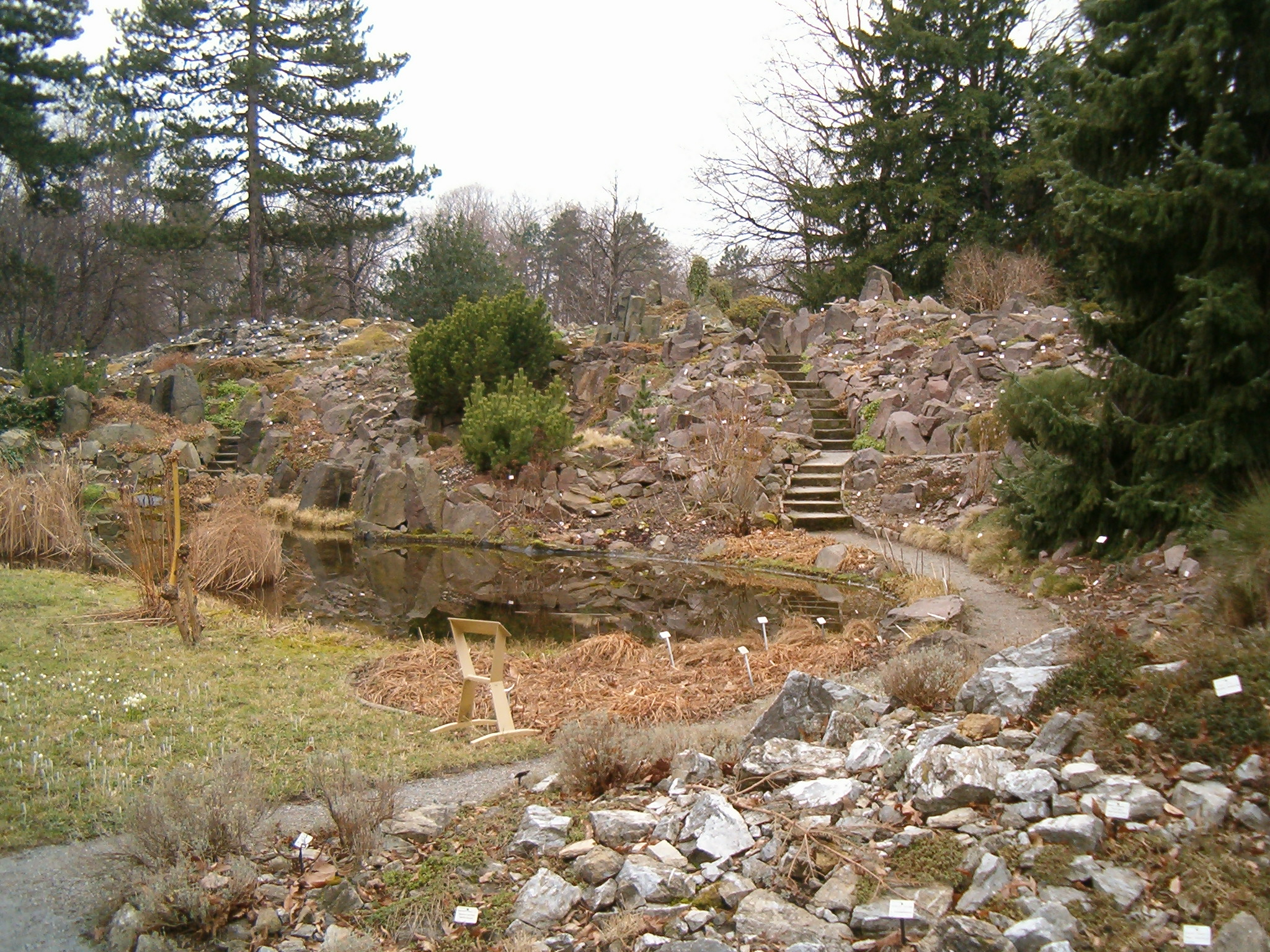
Alpinum en el "Botanischer Garten Dresden".

## Colecciones
Este jardín botánico alberga más de 10 000 plantas vivas que se encuentran agrupadas como:
- "Freiland" (terrenos despejados), las amplias zonas de terreno despejado y los invernaderos del Jardín Botánico están desde el tiempo de Carl Oscar Drude (1852–1933) acondicionados según criterios fitogeográficos. Antes de llegar a los invernaderos, nos encontramos plantas que son auténticos fósiles vivientes (estas plantas u otras semejantes se encontraban formando parte de la flora del terciario de la Europa central), junto con los restos de un árbol de este periodo fosilizado. También en esta zona se encuentran las plantas expuestas según criterios sistemáticos.
  - Las plantas a lo largo del año, con unas 800 plantas anuales.
  - Plantas medicinales y berzas.
  - Flora amenazada del estado de Sajonia con 450 especies de plantas incluidas en la lista roja de Sajonia
  - Colección de plantas de la familia Aristolochiaceae, con unas 100 ssp. de Pelargonium,
  - Alpinum, con unas 17 ssp. de Melica, y unas 100 ssp. de Alchemilla, entre otras.

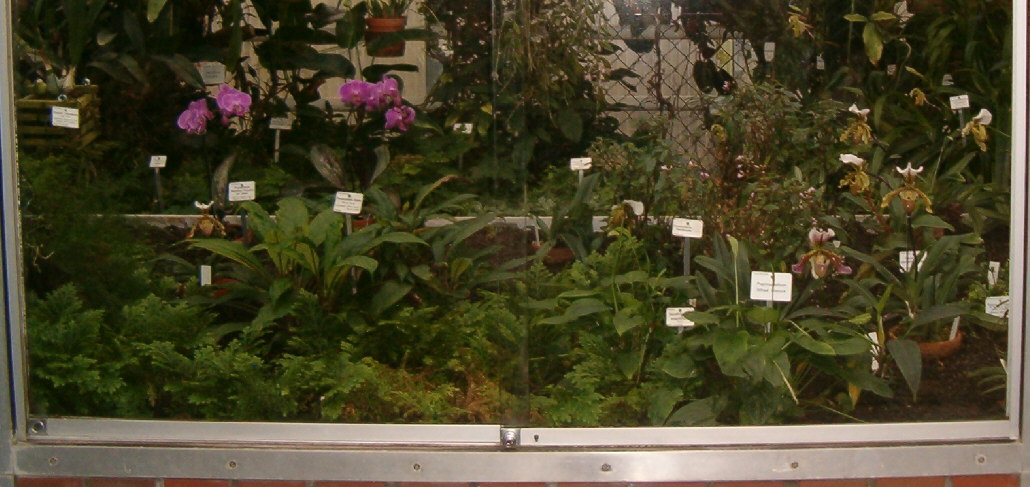
Colección de orquídeas en el "Botanischer Garten Dresden".

- Los Invernaderos son tres estructuras, con cinco ambientes diferenciados y una superficie de 1000 m², que albergan unas 3 000 especies representativas de la Flora tropical y subtropical. De ellos solamente tres biotopos son visitables por el público en general:
  - La casa tropical de América alberga especies de plantas de las selvas tropicales ecozona neotropical, pudiéndose admirar la Victoria regia.
  - La casa tropical grande (paleotropical) que alberga especies representantes de la flora tropical de Asia y África, así como una exposición de acuarios con especies de plantas acuáticas.
  - La casa de las suculentas con una zona de entrada habilitada para orquídeas y las plantas carnívoras en otra zona hacia afuera, el visitante llega luego a los especies vegetales de las zonas áridas de África y América.
- Herbario,
- Base de datos con todo lo referente a las plantas informatizado.

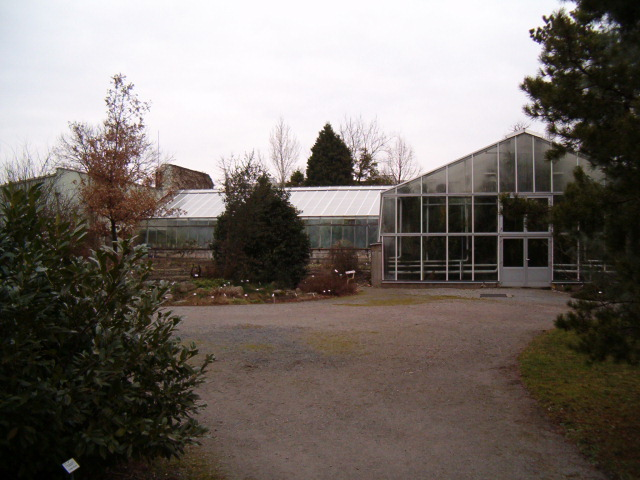
"Das Große Tropenhaus" ("El gran invernadero tropical").
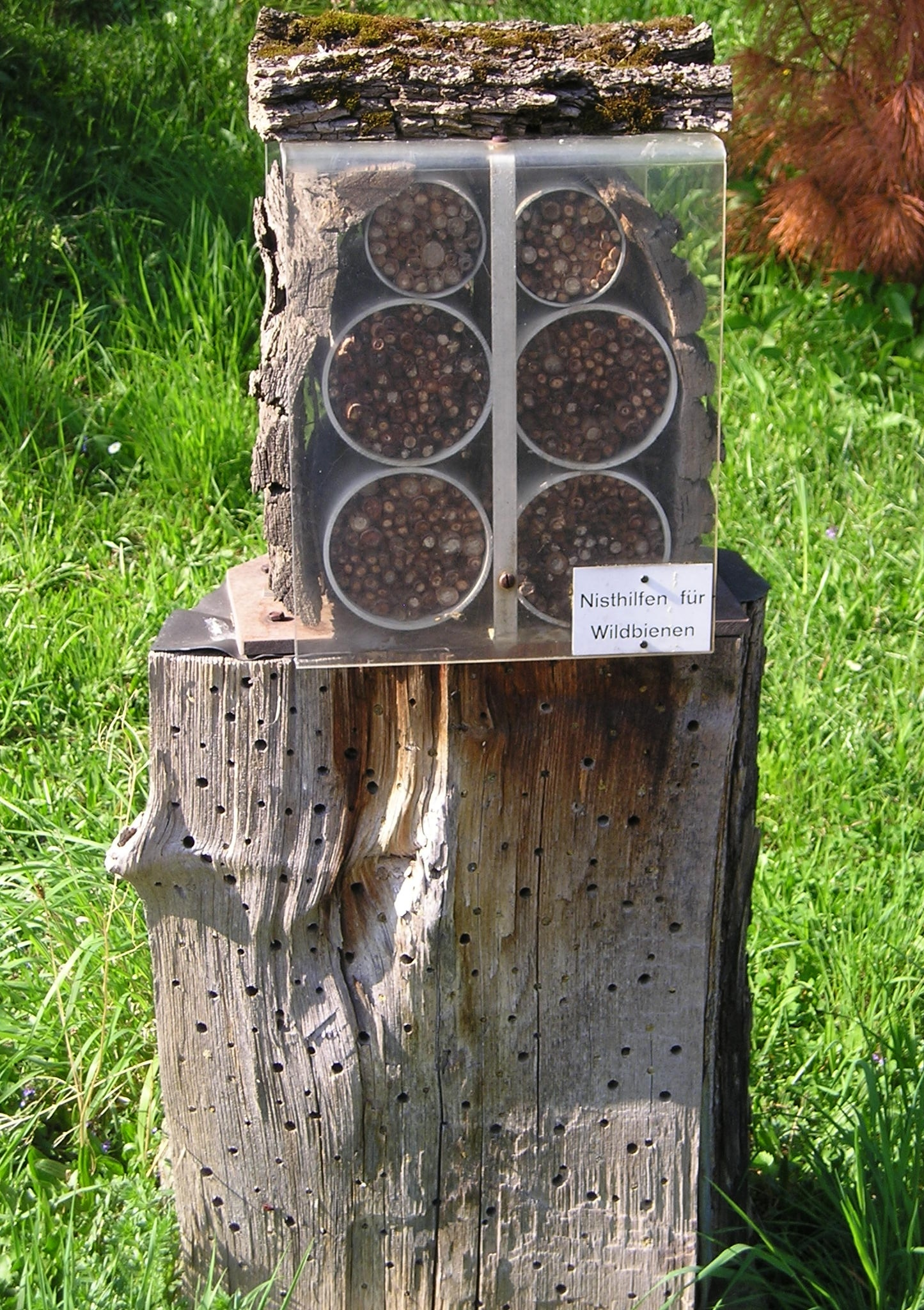
Una caja de insectos en el "Botanischer Garten Dresden".
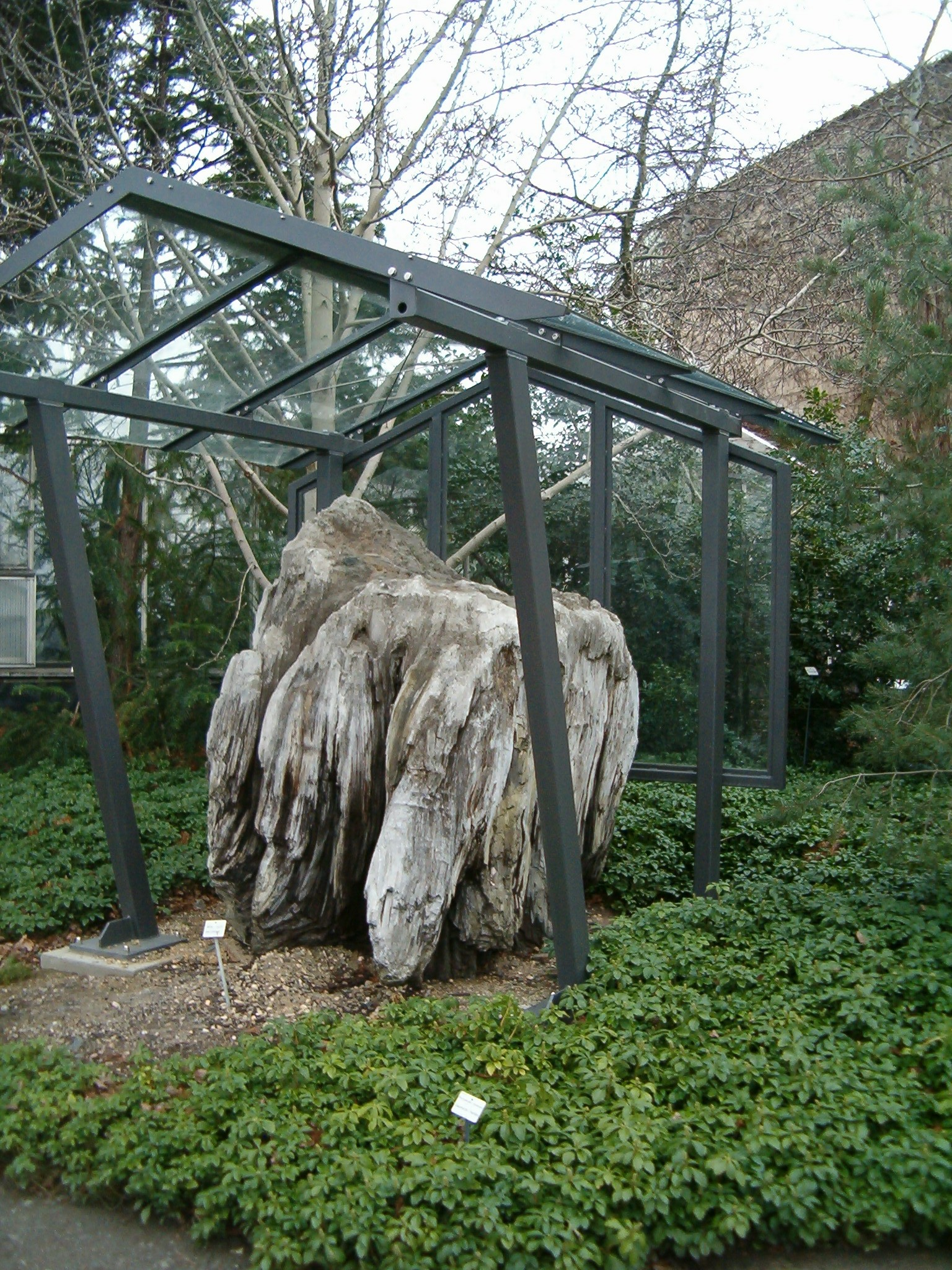
Árbol fósil en el "Botanischer Garten Dresden".
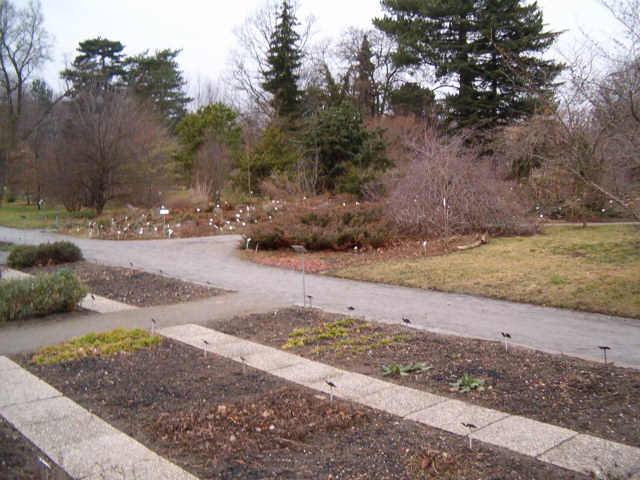
Zona de cultivos al aire libre.
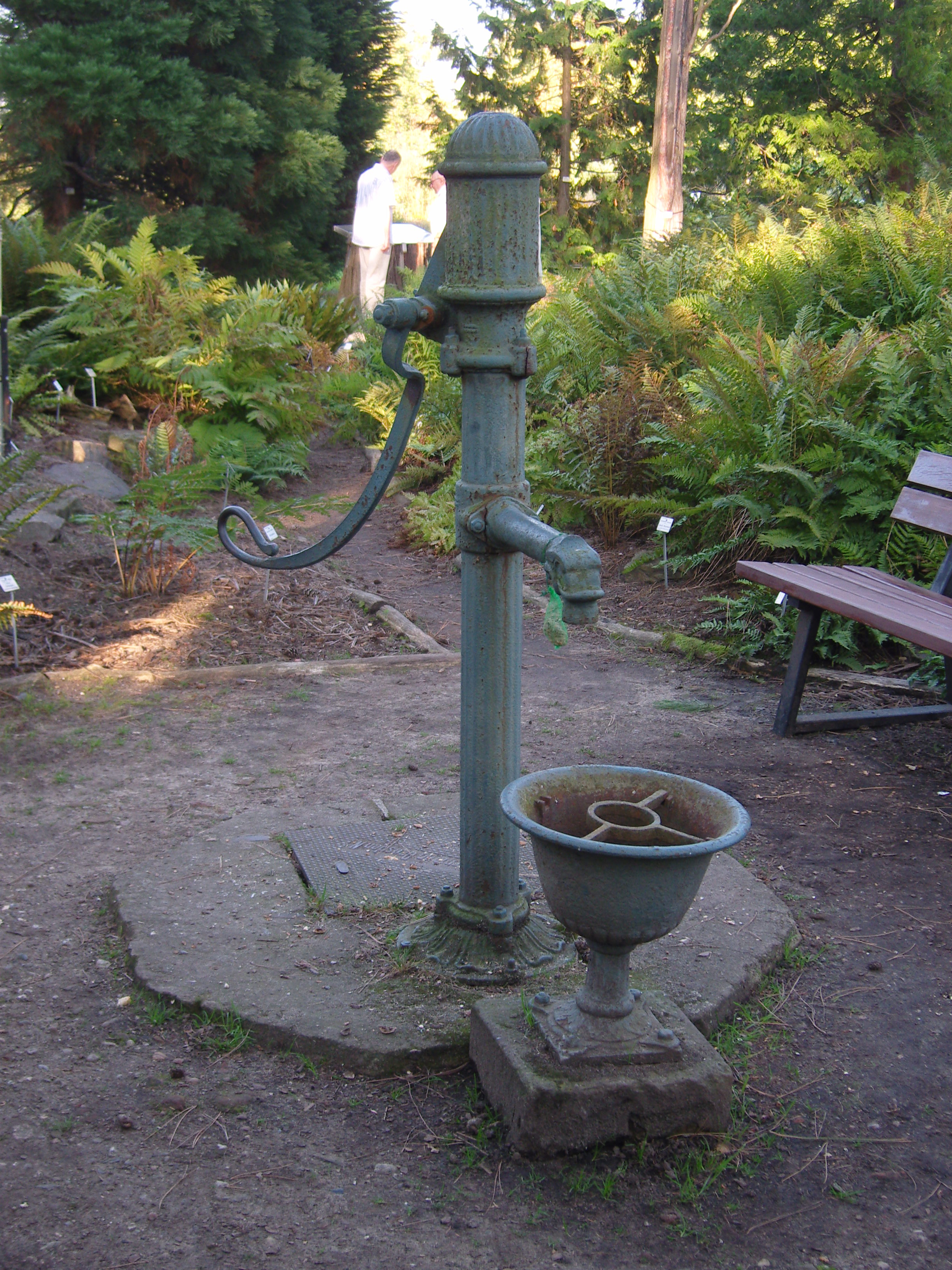
Toma de agua de pozo.
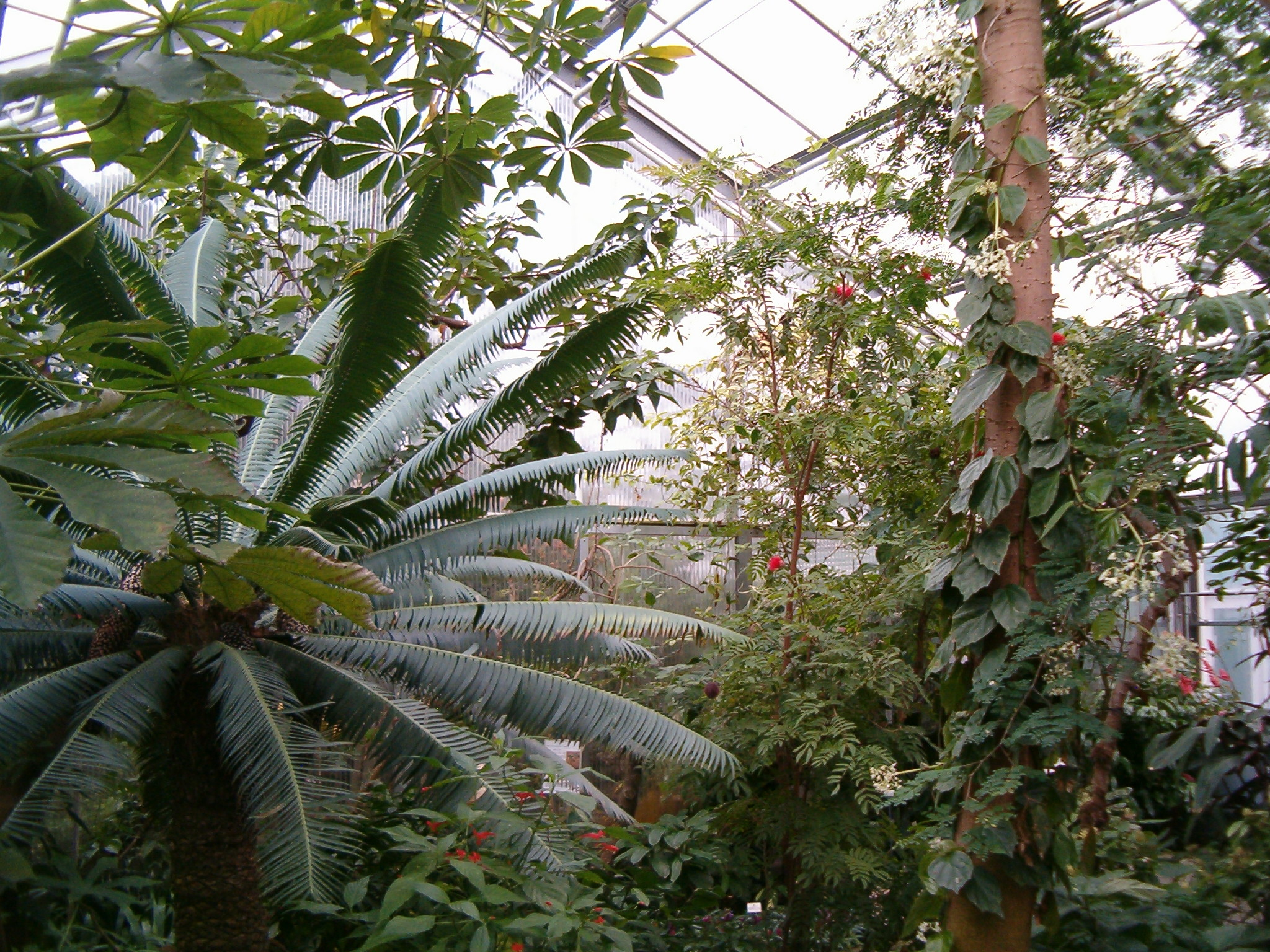
Interior del invernadero de los trópicos de América en el "Botanischer Garten Dresden".
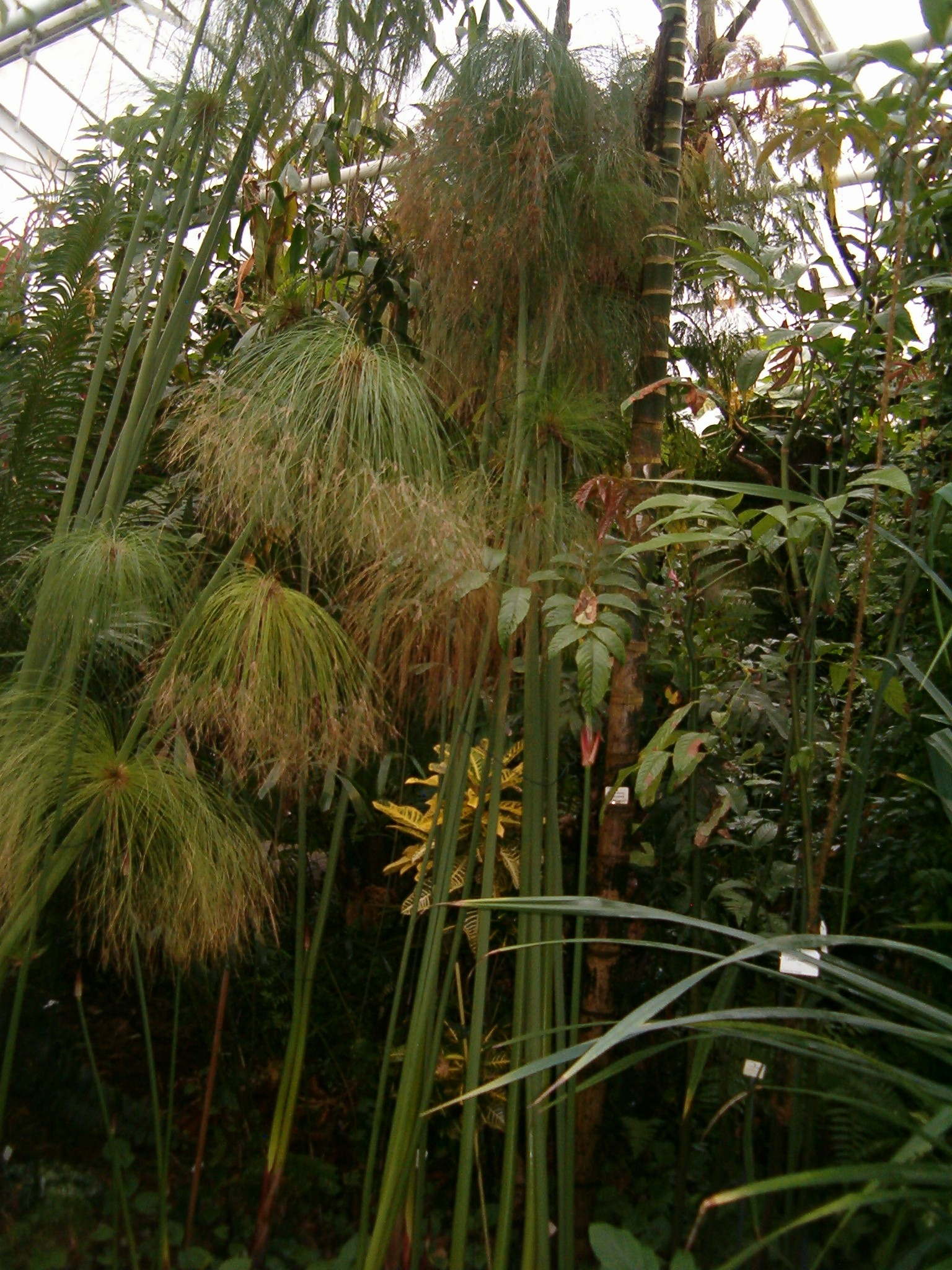
Interior del invernadero de los trópicos de Asia en el "Botanischer Garten Dresden".
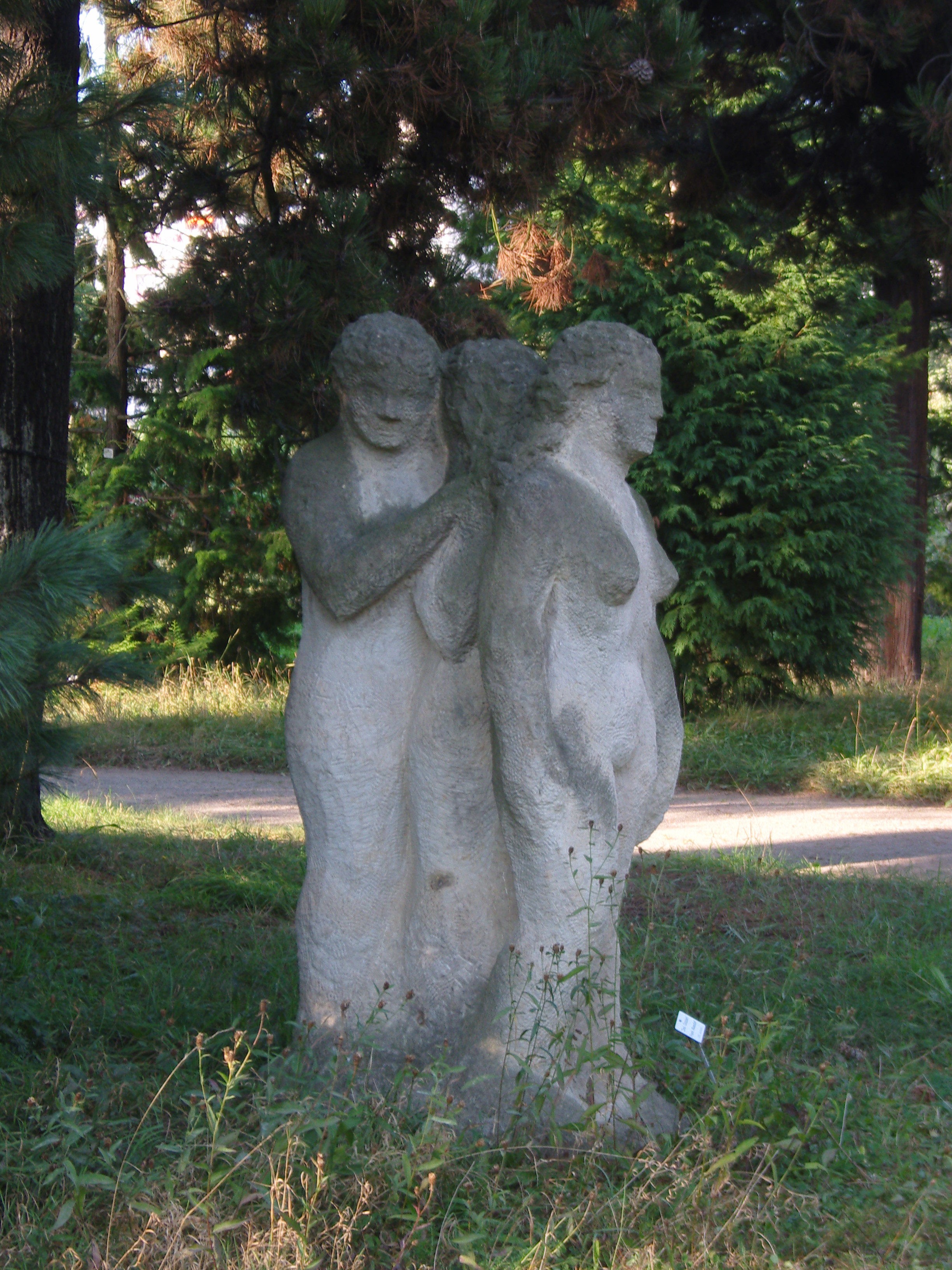
Escultura en el "Botanischer Garten Dresden".